# L'Événement précis
L'Événement précis est un quotidien béninois d’informations rédigé en langue française. 

## Description
L'Événement précis est un quotidien créé le 17 juillet 2006. Son siège est situé dans le quartier Mènontin à Cotonou. Le quotidien a fêté son 1 000e numéro en octobre 2012 et ses dix ans d'existence en juillet 2016.

## Distinctions
En 2010, L'Événement précis obtient le Prix du journalisme d'éducation du Bénin (dans la catégorie Presse écrite) décerné par le Réseau béninois des journalistes et communicateurs spécialisés en éducation (Rjce-Bénin).
En 2014, le quotidien est distingué meilleur organe de presse écrite sur les questions de santé et de développement par le Fonds des Nations unies pour la population.
En 2015, le journal décroche le prix « Techno Médias 2015 » (dans la catégorie Meilleur graphiste) décerné par l'Association des journalistes techniciens du Bénin et l'Association des reporters d’image du Bénin.
En 2016, le quotidien remporte le trophée « Flamme de la paix » (dans la catégorie Presse écrite) décerné par la Jeune chambre internationale (JCI) du Bénin.

### Reportages
- [vidéo] « L'événement précis organise un don de sang à l'occasion de son dixième anniversaire » sur ORTB, 4 août 2016, 1 ' 38 min, YouTube (consulté le 21 mai 2021)
- [vidéo] « Bénin : des journalistes pour une plume verte » sur ORTB, 20 juillet 2016, 2 ' 20 min, YouTube (consulté le 21 mai 2021)